# Феодосий (Купичков)
Епи́скоп Феодо́сий (в миру То́дор Ми́нчев Купи́чков; 9 ноября 1934, селе Драгижево, Великотырновская область — 3 января 2017, София) — епископ сначала т.н. Альтернативного Синода, Болгарской православной церкви, с 1998 по 2010 годы с титулом — епископ Девольский; с 27 мая 2008 года по 8 декабря 2010 года — настоятель Троянского монастыря.

## Биография
Родился в селе Драгижево, Великотырновской области, входящей в общину Лясковец. 3 декабря 1955 года в Троянском монастыре был пострижен в монашество. Окончил Софийскую духовную семинарию.
8 января 1956 года был рукоположён во иеродиакона, а 21 сентября 1962 года — в иеромонаха. 27 июля 1967 года был возведен в сан архимандрита. Был настоятелем Лопушанского монастыря.
Присоединился к новосозданному т.н. Альтернативному Синоду Болгарской православной церкви, где 19 февраля 1997 года был хиротонисан в сан титулярного епископа Браницкого.
1 октября 1998 года на Всеправославном соборе в Софии принёс покаяние и был принят в клир Болгарской православной церкви с титулом епископа Девольского и назначением викарием Врачанской митрополии, но в должность не вступил, продолжая пребывать фактически на покое в родном селе или в Софии, где по благословению Болгарского патриарха Максима часто служил в патриаршем Александро-Невском соборе.
4 февраля 2007 года на выборах митрополита Пловдиского набрал 38 из 54 епархиальных выборзиков и, таким образом, наряду с епископом Николаем (Севастияновым) был кандидатом на замещение Пловдивской епархии, однако по мнению наблюдателей, особых шансов на успех у епископа Феодосия не было ввиду отсутствия высшего богословского образования, преклонного возраста и раскольнического прошлого. 11 февраля Священный Синод избрал епископа Николая митрополитом Пловдивским.
27 мая 2008 года на заседании Священного Синода Болгарской православной церкви назначен настоятелем Троянского монастыря.
В ноябре 2010 года епископ Феодосий был обвинён Дискриминационной комиссией в ущемлении прав лиц с ограниченными возможностями. Поводом для разбирательства стала получившая широкую огласку история, когда в 2009 году епископ фактически выгнал экскурсионную группу, состоящую из лиц с ограниченными возможностями из Троянского монастыря, заявив им, что они сами виноваты в своих заболеваниях, будучи людьми грешными.
8 декабря 2010 года на заседании Синода Болгарской Православной Церкви данный инцидент подвергся разбирательству. Против епископа Феодосия также выдвигались обвинения в разгоне братии обители, саботировании строительства игуменского здания и непослушание Синоду. На том же заседании епископ Феодосий подал прошение о своей отставке, которое было удовлетворено.
1 февраля 2011 года назначен епископом в распоряжение Священного Синода.